# Sofia (Clairo)
Sofia è un singolo della cantautrice statunitense Clairo, pubblicato il 26 luglio 2019 come terzo estratto dal primo album in studio Immunity.

## Descrizione
Settima traccia del disco, Sofia è un brano elettropop che è diventato virale nella piattaforma TikTok nel 2020.

## Accoglienza
In un articolo per Uproxx, Carolyn Droke ha descritto Sofia come «un inno della realizzazione della sessualità di Clairo», affermando che «il testo e il ritmo racchiudono i sentimenti di eccitazione e ansia all'inizio di una nuova relazione». Katherine St. Asaph di Pitchfork ha paragonato i sintetizzatori presenti nel brano a quelli di Dancing on My Own di Robyn.

## Tracce
Testi e musiche di Claire Cottrill e Rostam Batmanglij.
1. Sofia – 3:08

## Formazione
Musicisti
- Clairo – voce, chitarra
- Rostam Batmanglij – chitarra elettrica, basso, sintetizzatore, programmazione della batteria
- Danielle Haim – batteria

Produzione
- Rostam Batmanglij – produzione, registrazione
- Mike Fridmann – ingegneria del suono
- Cary Singer – registrazione
- Dalton Ricks – registrazione
- Michael Harris – registrazione
- Nate Head – registrazione
- Dave Fridmann – missaggio
- Emily Lazar – mastering
- Chris Allgood – assistenza al mastering

## Successo commerciale
Sofia ha esordito alla 98ª posizione della Billboard Hot 100 nella pubblicazione del 24 ottobre 2020, accumulando nel corso della settimana 5,9 milioni di stream, regalando a Clairo la sua prima entrata nella classifica principale statunitense. Nella Hot Rock & Alternative Songs statunitense è diventata la sua seconda top ten, dopo Are You Bored Yet?, in cui è stata accreditata come artista ospite, che ha raggiunto la 7ª posizione a luglio 2020.

## Classifiche
| Classifica (2020) | Posizione massima |
| ----------------- | ----------------- |
| Belgio (Fiandre)  | 95                |
| Canada            | 85                |
| Irlanda           | 45                |
| Lituania          | 48                |
| Malaysia          | 7                 |
| Portogallo        | 125               |
| Regno Unito       | 75                |
| Singapore         | 16                |
| Stati Uniti       | 98                |